# سیمین‌ماهی سفیدطعمه
سیمین‌ماهی سفیدطعمه (نام علمی: Allosmerus elongatus) نام یک گونه از تیره سیمین‌ماهی است.